# Особо тяжкое преступление в уголовном праве России
Осо́бо тя́жкое преступле́ние — в Уголовном кодексе Российской Федерации умышленное деяние, за совершение которого предусмотрено наказание в виде лишения свободы на срок свыше десяти лет или более строгое наказание. Признаки особо тяжкого преступления указаны в части 5 статьи 15 Уголовного кодекса. Преступления, совершённые без умысла, не могут быть отнесены к этой категории.
В силу крайней опасности особо тяжких преступлений ответственность за них возможна уже на стадии приготовления.

## Общественная значимость
Обычно тяжкие и особо тяжкие преступления входят в число деяний mala in se — их преступный характер очевиден. 
Деяния mala in se, или естественные общепризнанные деяния, по своему существу мало различаются в разных странах: в их число входят убийство, изнасилование, кража и т.д.

## Примеры
Уголовный кодекс Российской Федерации содержит более 30 статей, содержащих составы особо тяжких преступлений. В первую очередь, это статья 105 — убийство.

## Наказания
Максимальное фактически применяемое наказание за особо тяжкое преступление — пожизненное заключение. Более суровая санкция, смертная казнь, Уголовным кодексом предусмотрена, но не назначается после вынесения постановления Конституционного суда от 02.02.1999 № 3-П, в котором назначение казни признано не соответствующим Конституции — по крайней мере до введения суда присяжных. В последующем определении от 19.11.2009 № 1344-О-Р Конституционный суд постановил, что смертная казнь не назначается независимо от состава суда.

### Наказание за неоконченное преступление
Если говорить о неоконченном преступлении, российский Уголовный кодекс содержит положения об обязательном смягчении наказания. Срок или размер наказания за приготовление к преступлению или за покушение на преступление исчисляется соответственно максимальному сроку или размеру наиболее строгого вида наказания за оконченное преступление, предусмотренное той же статьёй:
- за приготовление к преступлению — не выше половины максимального срока или размера[5];
- за покушение на преступление — не выше трех четвертей максимального срока или размера[5].

Правила назначения наказания за неоконченное преступление, предусмотренные в Уголовном кодексе, дают следующие максимальные наказания:
- за приготовление к простому убийству — 7 лет 6 месяцев лишения свободы[5];
- за покушение на простое убийство — 11 лет 3 месяца лишения свободы[5];
- за приготовление к квалифицированному убийству — 10 лет лишения свободы[5];
- за покушение на квалифицированное убийство — 15 лет лишения свободы[5].

## В статистике
Доля тяжких и особо тяжких преступлений составила 22,5% в 2018 году (годом ранее — 21,2%); общее число тяжких и особо тяжких преступлений приближалось к 450 тысячам.
Для сравнения, в 2005 году их доля составляла 30,3%, их число — 1 076 988.